# NGC 1878
NGC 1878 је расејано звездано јато у сазвежђу Трпеза које се налази на NGC листи објеката дубоког неба.
Деклинација објекта је - 70° 28' 18" а ректасцензија 5h 12m 51,0s. Привидна величина (магнитуда) објекта NGC 1878 износи 12,9 а фотографска магнитуда 13,2. NGC 1878 је још познат и под ознакама ESO 56-SC80.